# Robert Rheinen
Robert Rheinen jr. (* 16. April 1844 in Mülheim an der Ruhr; † 16. März 1920) war ein deutscher Heimatforscher und Kunstsammler.

## Leben
Robert Rheinen jr. war der Sohn des gleichnamigen Bürgermeisters Robert Rheinen (1811–1890) der Bürgermeisterei Mülheim-Land. Robert Rheinen war Mitbegründer des Mülheimer Geschichtsvereins und 1909 Gründer des Städtischen Museums in Mülheim an der Ruhr, des heutigen Kunstmuseums. Seine Privatsammlung bildete die Grundlage des Museums, dessen erster Direktor er war, und umfasste 1.385 Stücke, darunter Holzsachen, Gemälde, Webereien, Stickereien, Metallgegenstände, Keramikgegenstände und Bücher.
Sein Nachlass befindet sich im Stadtarchiv Mülheim.